# Адамс, Чарльз Фрэнсис (младший)
Чарльз Фрэнсис Адамс-младший (англ. Charles Francis Adams Jr.; 27 мая 1835, Бостон — 20 марта 1915, Вашингтон) — американский писатель, историк, президент Union Pacific Railroad, бригадный генерал армии Союза во время Гражданской войны в США.

## Биография
Чарльз Фрэнсис Адамс-младший родился 27 мая 1835 года в Бостоне в семье Чарльза Фрэнсиса Адамса-старшего (1807—1886) и Эбигейл Браун Брукс (1808—1889). Является внуком шестого президента США Джона Куинси Адамса и судоходного магната Питера Чардона Брукса.
В 1856 году окончил Гарвардский университет, а затем изучал юриспруденцию в офисе Ричарда Генри Даны-младшего и был принят в коллегию адвокатов в 1858 году. В 1895 году получил степень доктора права в Гарвардском университете.

### Гражданская война

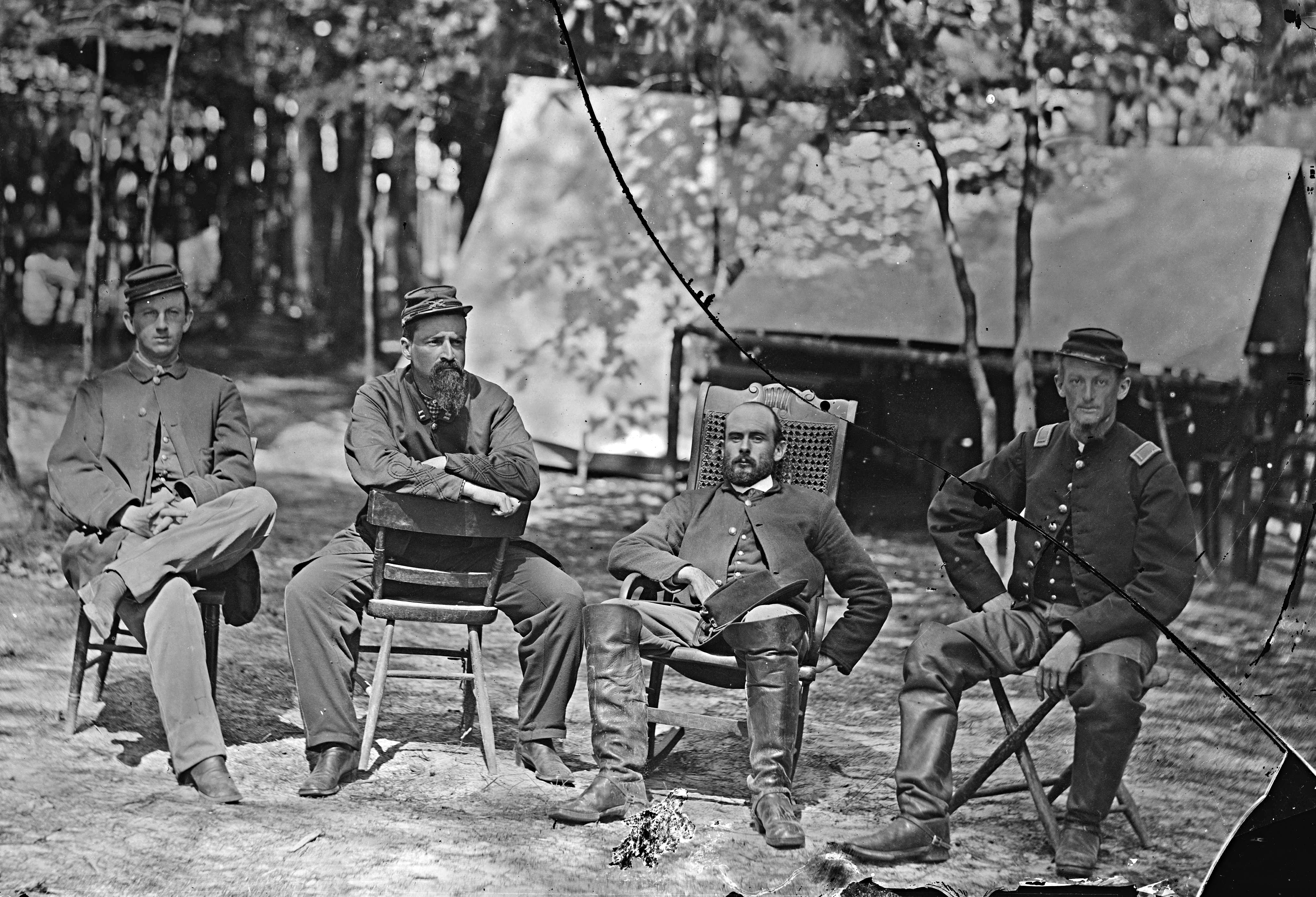
Чарльз Адамс (третий слева) в августе 1864 года

Адамс служил в армии Союза во время гражданской войны в США. 28 декабря 1861 года был произведён в чин первого лейтенанта в 1-й Массачусетский добровольческий кавалерийский полк. 1 декабря 1862 года был произведён в капитаны. Чарльз Адамс отличился во время Геттисбергской кампании, где его рота принимала активное участие в битве при Олди. Когда трёхлетний срок службы в полку закончился, он был сокращён до батальона, и Адамс был уволен со службы 1 сентября 1864 года.
8 сентября 1864 года был произведён в подполковники 5-го Массачусетского кавалерийского полка. 14 марта 1865 года был произведён в полковники и принял командование полком, незадолго до окончания войны. Когда он принял командование, полку было поручено охранять военнопленных конфедератов в Пойнт-Лукаут.
Адамс, который хотел возглавить свой полк в бою, смог раздобыть лошадей для полка и перевёл его на передовую службу в последние дни кампании против Ричмонда. Чарльз Адамс написал в своей автобиографии, что сожалеет о переподчинении своего подразделения, поскольку пришёл к выводу, что «чернокожие солдаты полка плохо подходят для несения боевой службы». Он повёл свой полк в Ричмонд вскоре после того, как тот был захвачен в апреле 1865 года. Адамс вернулся в Массачусетс в мае из-за болезни (вероятно, дизентерии) и уволился из армии 1 августа 1865 года.
9 июля 1866 года президент Эндрю Джонсон представил полковника Адамса к присвоению звания бревета (почётного) бригадного генерала добровольцев Соединённых Штатов «за выдающуюся доблесть и эффективность в битвах при Сесешнвилле, Южной Горе и Антитэме, а также за выдающиеся заслуги во время войны»; присвоено звание 13 марта 1865 года, а подтверждено присуждение Сенатом США 23 июля 1866 года.

### Железнодорожная деятельность
После гражданской войны Адамс был назначен членом железнодорожной комиссии Массачусетса. Там он попытался убедить железнодорожные компании соблюдать общепринятые нормы ведения бизнеса. Томас Маккроу назвал подход Адамса к регулированию «солнечной комиссией», потому что целью комиссии было разоблачение коррумпированной деловой практики в надежде, что, оказавшись в открытом доступе, предприниматели будут пристыжены и исправятся. Однако, верный своей философии регулирования, Адамс отдавал предпочтение защите предпринимателей, а не потребителей. Он считал регулирование необходимым для защиты инвесторов и других предпринимателей от капризов враждебно настроенной общественности или махинаций других недобросовестных биржевых маклеров.
Конгресс не доверял Union Pacific Railroad и в 1884 году вынудил её нанять Адамса в качестве нового президента. Чарльз Адамс долгое время продвигал различные идеи реформ, например, в своей книге «Железные дороги, их происхождение и проблемы» (1878), но у него было мало практического опыта в управлении. Будучи президентом компании, он добился успеха в привлечении хорошей прессы для UP и организовал библиотеки вдоль маршрута, чтобы позволить своим сотрудникам совершенствоваться. У него были плохие результаты в общении с Орденом рыцарей труда. Когда в 1885 году профсоюз отказался от дополнительной работы в Вайоминге, Адамс нанял китайских рабочих. Итогом стала резня в Рок-Спрингсе, в результате которой погибло множество китайцев, а остальные были изгнаны из Вайоминга. Чарльз Адамс пытался создать сложную сеть альянсов с другими компаниями, но они мало помогали UP. Ему было очень трудно принимать решения и координировать действия своих подчинённых. Адамс не смог остановить ухудшающееся финансовое состояние UP, и в 1890 году владелец железной дороги Джей Гулд вынудил его уйти в отставку.

### Историографическая деятельность
В 1871 году Адамс был избран членом Американской академии искусств и наук и в 1891 году членом Американского антикварного общества.
После 1874 года посвятил большую часть своего времени изучению американской истории. В 1890 году в знак признания его работы Адамс стал вице-президентом Массачусетского исторического общества, в 1895 году был избран президентом этого общества и в 1901 году Американской исторической ассоциации. Его труды и выступления по проблемам управления железными дорогами и другим историческим темам часто вызывали широкую полемику.
В 1875 году опубликовал эссе о «Движении грейнджеров» в North American Review. Это разоблачило подтасовку железнодорожных тарифов и монопольную практику, которые спровоцировали это движение.
Адамс также написал автобиографию, завершённую в 1912 году и опубликованную посмертно в 1916 году. В начале автобиографии находится памятное обращение об Адамсе, написанное Генри Кэботом Лоджем.

### Общественная деятельность
С 1893 по 1895 год был председателем Комиссии по паркам Массачусетса и в этом качестве принимал видное участие в планировании нынешней парковой системы штата. Оказал влияние на создание резерваций Блу-Хиллс и Мидлсекс-Феллс.
В 1900 году написал письмо президенту Массачусетской лиги единого налога, объявив себя сторонником реформы, предложенной Генри Джорджем, которая позже станет известна как джорджизм. Выдержка из этого письма появилась в The Outlook от 15 декабря 1900 года.
Адамс представлял общественность в арбитражном совете промышленного департамента Национальной гражданской конфедерации в Нью-Йорке 17 декабря 1901 года.

## Семья
8 ноября 1865 года Чарльз Адамс женился на Мэри Хоун Огден (1843—1934), дочери Эдварда и Кэролайн Каллендер Огден. У супругов было три дочери и сыновья-близнецы, оба из которых окончили Гарвард в 1898 году:
- Мэри Огден «Молли» Адамс (1867—1933), вышла замуж за Графтона Сент-Ло Эбботта (1856—1915)
- Луиза Кэтрин Адамс (1872—1958), вышла замуж за Томаса Нельсона Перкинса (1870—1937)[18]
- Элизабет Огден «Элиза» Адамс (1873—1945)
- Джон Фрэнсис Адамс (1875—1964)
- Генри Куинси Адамс (1875—1951)

## Работы
- Chapters of Erie, and Other Essays (New York, 1871), with brother Henry Adams
- Railroads, Their Origin and Problems (New York, 1878)
- Notes on Railroad Accidents (New York, 1879)
- Richard Henry Dana: A Biography (Boston, 1890)
- Three Episodes of Massachusetts History (Boston, 1892), a work that gives an account of the settlement of Boston Bay, of the Antinomian controversy, and of church and town government in early Massachusetts
- Massachusetts: Its Historians and Its History (Boston, 1893)
- Antinomianism in the Colony of Massachusetts Bay, 1636–1638 (1894)
- “Imperialism” and “The Tracks of Our Forefathers” at Project Gutenberg (1898).
- Charles Francis Adams (Boston and New York, 1900), in the American Statesmen series (biography of Charles Francis Adams Sr.)
- Lee at Appomattox, and Other Papers (1902)
- "Reflex Light From Africa," The Century Magazine, vol. 72, pp. 101–111 (1906)
- "Lee's Centennial: An Address by Charles Francis Adams Delivered at Lexington Virginia Saturday January 19 1907"
- Whence the Founders Travel (1907)
- "'The Solid South' and the Afro-American Race Problem," "Speech of Charles Francis Adams at the Academy of Music, Richmond, Va., Saturday Evening, 24 October, 1908"
- Published as a book, with "A few changes in language ... and a paragraph added." Boston, 1912
- Tis Sixty Years Since. Address of Charles Francis Adams, Founders' Day, January 16, 1913, University of South Carolina (New York, 1913)
- Charles Francis Adams, 1835–1915: An Autobiography (1916)
- Before and After the Treaty of Washington: The American Civil War and the War in the Transvaal. An address delivered before the New York Historical Society on its ninety-seventh anniversary, Tuesday, November 19, 1901 (New York, 1902)